# Штурм (фильм, 2010)
«Штурм» (фр. L'Assaut ) — французский кинофильм 2010 года, посвящённый событиям захвата и освобождения заложников на борту самолёта А300 в 1994 году. Кассовые сборы составили $4,3 млн. При бюджете фильма в 4 млн евро фильм посетили 515 936 зрителей во Франции.

## Сюжет
В начале фильма группа спецназа жандармерии GIGN проникает в частный дом. Идущий впереди Тьери Прюнью метким выстрелом обезвреживает злоумышленника и освобождает ребёнка. А затем возвращается домой к жене и дочери.
В Алжире группа из четырёх боевиков GIA готовится к теракту. Они под видом сотрудников президентской полиции поднимаются на борт «Аэробуса» «Эйр Франс» и проверяют документы. Вызвавшийся им помочь полицейский замечает гранаты у одного из мнимых полицейских. Разоблачённые террористы захватывают самолёт. Однако неубранный трап мешает взлететь, и террористы требуют его убрать. Одному из заложников сотруднику посольства Франции Янику Бенье не удаётся отогнать трап, и террористы загоняют несчастного обратно в самолёт. Другой заложник, вызвавшийся помочь, пугается вспыхнувшего прожектора и сбегает, избегая пуль террористов. Алжирские власти привозят мать главы группы Яхье, но тот не слушает её уговоров. После расстрела полицейского, пассажира-вьетнамца и Яника Бенье и освобождения нескольких заложников власти разрешают взлёт. Командир экипажа заявляет, что 10 тонн керосина не хватит на полёт до Парижа, и Яхье разрешает сесть и дозаправиться в Марселе. 
Во Франции по тревоге поднимают спецназ. Сотрудница министерства иностранных дел Кароль Жантон встречается с одним из лидеров GIA Али Тушеном, обещая ему 700 тыс. франков, если тот добьётся освобождения заложников. Тушен отказывается. Власти начинают подозревать, что террористы намерены направить самолёт на какую-нибудь цель, тем более, что в Марселе они требуют 29 тонн керосина, а на полёт до Парижа хватит и девяти. Террористы отпускают нескольких заложников, но выдвигают новый ультиматум. Спецназ занимают позиции, бронемашины перегораживают взлётную полосу.
Жантон слышит по радио, как арабы произносят «Молитву павших», и призывает немедленно провести штурм. Три группы жандармов на трапах подъезжают к самолёту. Один из террористов стреляет по жандармам и скрывается в салоне. Жандармы открывают двери и входят в самолёт. Прюньо заходит в кабину, убивает одного террориста и ранит другого, но падает, скошенный очередью. Жандармы выводят заложников, в то время как двое их товарищей, лежа на полу, перестреливаются с террористами, ведущими шквальный огонь по салону. Жандарму удаётся добить раненого террориста и указать снайперу местоположение Яхье. Последний террорист выходит из кабины и попадает под очереди целой шеренги жандармов. Операция закончена. Семья Прюньо напрасно ждёт мужа и отца.

## В ролях

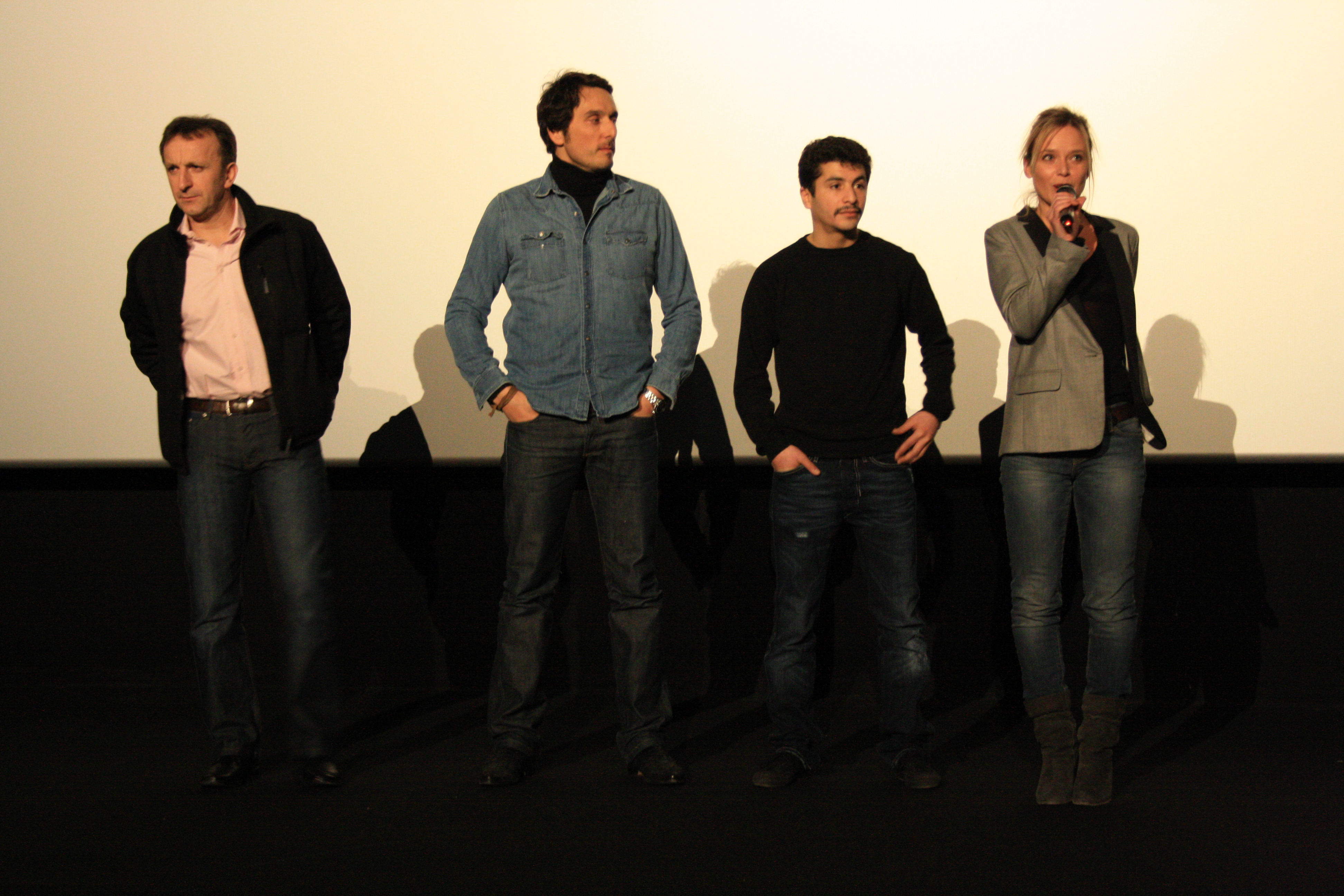
Премьера фильма

- Венсан Эльбаз — Тьерри Прюньо, боец GIGN
- Грегори Деранжер  — майор Дени Фавье
- Mélanie Bernier —  Кароль Жантон
- Philippe Bas — Дидье, член GIGN
- Antoine Basler — Солиньяк
- Philippe Cura — Ролан Монтён
- Marie Guillard — Клэр Прюнью (супруга Т.Прюньо)
- Aymen Saïdi — боевик GIA Яхье
- Chems Dahmani — боевик GIA Мустафа
- Mohid Abid — боевик GIA Маклуф
- Djanis Bouzyani — боевик GIA Салим
- Fatima Adoum — Джида
- Hugo Becker — Венсан Леруа
- Hugues Martel — начальник кабинета в МИДе
- Hervé Dubourjal — начальник кабинета Бёво
- François Lescurat — авиационный эксперт
- Abdelhafid Metalsi — Али Тушен
- Vincent Heneine — Буль, член GIGN
- Jean-Philippe Puymartin — Командир экипажа Барнар Делем
- David Sevier — Второй пилот  Жан-Поль Бордери
- Marc Robert — Механик
- Samira Lachhab — Лейла
- Samira Sedira — мать Лейлы
- Lounès Tazairt — отец Лейлы
- Naturel Le Ruyet — дочь Тьерри
- Bruno Seznec — директор аэропорта
- Claire Chazal — представитель прессы
- Lassaad Salani : Le premier agent d'entretien de l'avion, à l'aéroport d'Alger
- John Sehil : Le deuxième agent d'entretien de l'avion, à l'aéroport d'Alger
- Jane Resmond — Стюардесса
- Thierry Jennaud — Стюард
- Abdelkrim Bahloul — Мелки
- Nicolas Melocco — Яник Бенье
- Farid Badaoui — убитый алжирский полицейский
- Ying Bing — заложник-вьетнамец
- Zorah Bengali — мать Яхье

## Выход фильма
- Франция: 12 ноября 2010 (фестиваль в Сарлате)
- Франция: 9 марта 2011
- США: 20 апреля 2011  (кинофестиваль Трайбека)

## Награды
- 2010: Prix des Lycéens на фестивале в Сарлате
- 2010: Приз за лучшую мужскую роль (Аймен Саиди) на фестивале в Сарлате

## Критика
Сайт Rotten Tomatoes дал фильму рейтинг 57%, на основе 14 обзоров, средний балл составил 5.9/10. Сайт Metacritic дал фильму рейтинг 55 из 100, на основе 7 обзоров, оценка «смешанные отзывы или средние обзоры». Во Франции фильм получил в основном положительные отзывы.